# Дрезна (річка)
Дре́зна (рос. Дрезна) — річка в Московської області Росії, права притока річки Клязьми. Бере початок на північ від платформи Кузяєво Куровського напрямку Казанської залізниці, впадає в річку Клязьма на північ від станції Дрезна Горьківського напрямку Московської залізниці. На річці стоять села Семеново, Логіново, Тереніно, Єфимово, Биваліно, Савостьяново, Рудіно, Кіняєво і місто Дрезна.

## Гідрологія
Довжина близько 30 км. Рівнинного типу. Живлення переважно снігове. Дрезна замерзає в листопаді — початку грудня, скресає в кінці березня — квітні.

## Історія
У писцевих книгах XVI ст. згадується як Дрозна, Дрожна, на плані Генерального межевання XVIII ст. як Дрозна.
Гідронім «Дрезна» має, очевидно, балтійську етимологію: пор. латис. dregzna — «вологе місце». Не виключене й питомо слов'янське походження: пор. рос. діал. дрязна, дрязга («ліс»), укр. дрягва («багно»). Див. також Дрезден.

## Визначні пам'ятки
У верхній і середній течії береги річки безлюдні й покриті сосновими борами. У нижній течії нижче села Логіново береги густо заселені й забудовані селами і дачно-садовими ділянками. У селі Власово на перехресті доріг можна побачити стовп-каплицю початку XX століття. У місті Дрезна цікаві будівлі ткацької фабрики промисловика Зиміна і робітничих казарм XIX століття.